# منطقه تاریخی جیمز کنت رنچ
منطقه تاریخی جیمز کنت رنچ (به انگلیسی: James Cant Ranch Historic District) یک منطقهٔ مسکونی در ایالات متحده آمریکا است که در شهرستان گرنت، اورگن قرار دارد.